# مرسيدس بنز دبليو 114
مرسيدس بنز دبليو 114 (بالإنجليزية: Mercedes-Benz W114)‏ مرسيدس بنز W114 و W115 هي سلسلة من سيارات السيدان والكوبيه التي أدخلت في عام 1968 من قبل مرسيدس بنز، المصنعة من خلال نموذج عام 1976، وتتميز في السوق بالأسماء المتعلقة بحجم المحرك.
وشملت طرازات W114 محركات ست أسطوانات وتم تسويقها على أنها 230 و 250 و 280، في حين أن نماذج W115 تتميز بمحركات أربع أسطوانات وتم تسويقها ك 200 و 220 و 230 و 240.
تم تصميم الكل من بول براسك، ويضم تصميم ثلاثة صناديق. في الوقت الذي تسويق مرسيدس سيارات السيدان في فئتين من حجم، مع W114 / W115 ووضعت تحت مرسيدس بنز الفئة S.
وبدءا من عام 1968، قامت مرسيدس بتسويق طرازاتها النموذجية كجيل جديد من النماذج، مع إعطاء لوحات الهوية الخاصة بها تسمية "8/" (بسبب عام إطلاقها عام 1968). ولأنهم كانوا السيارات الجديدة الوحيدة لما يسمى ب «الجيل الجديد» وبسبب "8/" أو «مائل ثمانية»، فإن نماذج W114 و W115 تلقت في نهاية المطاف اللقب الألماني ستريتش أشت، الذي ترجم إلى السكتة الدماغية الإنجليزية ثمانية.